# Stazione di Ichikawa-Shiohama
La stazione di Ichikawa-Shiohama (市川塩浜駅?, Ichikawa-Shiohama-eki) è una stazione ferroviaria di Ichikawa, città della prefettura di Chiba, in Giappone. La stazione è servita dalla linea Keiyō della JR East.

## Linee e servizi
La stazione di Ichikawashiohama è servita dalla linea Keiyo tra Tokyo e Soga e dalla linea Musashino tra Tokyo e Fuchūhommachi. La stazione si trova a 18 km dal capolinea occidentale della linea alla stazione di Tokyo.
 East Japan Railway Company
■ Linea Keiyō
■ Linea Musashino (servizio diretto)

## Struttura
La stazione è dotata di due marciapiedi laterali con due binari passanti su viadotto.
| 1 | ■ Linea Keiyō     | per Nishi-Funabashi, Kaihin-Makuhari e Soga        |
| 1 | ■ Linea Musashino | per Nishi-Funabashi, Shin-Matsudo e Fuchū-Hommachi |
| 2 | ■ Linea Keiyō     | per Maihama, Shin-Kiba e Tokyo                     |

## Stazioni adiacenti
| «                                           | Servizio    | »                  |
| Linea Keiyō                                 | Linea Keiyō | Linea Keiyō        |
| ------------------------------------------- | ----------- | ------------------ |
| Shin-Urayasu                                | Locale      | Futamata-Shinmachi |
| Il Rapido e il Rapido Pendolari non fermano |             |                    |
| Linea Musashino                             |             |                    |
| Shin-Urayasu                                | Locale      | Nishi-Funabashi    |